# Сегодня и ежедневно
«Сегодня и ежедневно» — повесть советского писателя Виктора Драгунского об артистах цирка. Впервые опубликована в 1964 году в журнале «Москва», отдельным изданием вышла в 1965 году в издательстве «Советская Россия». Некоторые главы повести печатались как отдельные рассказы. По мотивам повести были сняты телеспектакль и художественный фильм.

## История
Вдова писателя Алла Драгунская в воспоминаниях отмечала, что в обеих своих взрослых повестях, «Он упал на траву» и «Сегодня и ежедневно», Драгунский «…описал то, что действительно было им пережито, так что обе повести носят в большой степени автобиографический характер».
Повесть о цирке, действительно, во многом основана на личном опыте писателя: в 1944 году, в возрасте 30 лет, покинув театр, где он работал до этого, Драгунский больше года проработал на манеже московского цирка рыжим клоуном.
По свидетельству Сергея Юрского, в образе художественного руководителя цирка во время Великой Отечественной войны, Михаила Васильевича Долгова, Драгунский изобразил его отца, Юрия Сергеевича Юрского (Жихарева), руководившего московским цирком в 1940-е годы:
Сколько помню, отец всегда был в долгах. В больших долгах. <…> В повести В. Драгунского о цирке (работавшего там в 40—50-е годы), которая называлась «Сегодня и ежедневно», все лица реальные, а фамилии выдуманы. Там есть и худрук цирка – высокий, с бородкой и усами, похожий на Дон Кихота… и фамилию имеет… Долгов. Ну конечно!

## Сюжет
Осенью на репетицию новой программы Московского цирка возвращается известный клоун Николай Ветров (повествование ведётся от его лица), уезжавший на два года работать в Ташкент. Ветров временно поселяется в гардеробной цирка и выходит на первую репетицию. Он встречает давних знакомых и друзей и ждёт встречи с женщиной, которую он любил — красавицей-буфетчицей Таей. Тем не менее после репетиции Ветров случайно узнаёт от одного из гимнастов, что возле Таи «так и вьётся» жонглёр Лыбарзин, которого он всегда недолюбливал, а к тому же после работы за ней заезжает на «Волге» какой-то майор. В буфете у Ветрова происходит с Таей прохладный разговор, однако он прерывается, когда Ветрова просят помочь осмотреть больную слониху. Ветров готовит для слонихи согревающее питьё и укладывает её спать. Его старые цирковые друзья Борис и Жек зовут его в ресторан отметить его приезд, и он соглашается, хотя понимает, что впереди окончательное объяснение с Таей. В ресторане за Ветрова произносит тост один из поклонников его таланта, и клоун неожиданно для себя высказывает присутствующим свои заветные слова о том, как он понимает своё предназначение:
…я должен ежедневно доставлять радость детям. Смех — это радость. Я даю его двумя руками. Карманы моих клоунских штанов набиты смехом. Я выхожу на утренник, я иду в манеж, как идут на пост. Ни одного дня без работы для детей. Ни одного ребёнка без радости…
Ночью, после ресторана, Ветров едет к Тае, которая живёт одна с маленьким сыном Вовкой. Видя спящего Вовку в кроватке, Ветров понимает, что никогда ещё не говорил с ним, потому что всегда приходил к Тае только ночью, когда тот спал. Он говорит Тае, что знает о её связи с майором, и между ними происходит разрыв. Под утро Ветров возвращается в цирк, где заходит к слонихе Ляльке и видит, что лечение пошло ей на пользу. Он снова обходит цирк, встречая знакомых, которые съезжаются со всей страны на репетицию нового представления, и возвращается в свою гардеробную. Знакомая гимнастка Валя просит Ветрова починить подмётку у тапочка одной из артисток, которую Ветров раньше не видел. Так он знакомится с воздушной акробаткой Ириной, женой Миши Раскатова, который разработал с ней «смертельный номер» под куполом цирка. Она приглашает его прийти к ней на репетицию.
На следующее утро Ветров приходит на репетицию Раскатовых. Ирина производит на него настолько сильное впечатление, что перед началом репетиции он просит её взять его с собой на гастроли после окончания сезона. Репетиция собирает множество зрителей из числа артистов цирка: по плану, Ирина должна сделать в воздухе двойное сальто-мортале, а затем начать падать вниз, однако специальная страховка удержит её и отбросит назад на трапецию. Во время исполнения трюка Ирина неожиданно ударяется головой о фонарь под куполом, падает и разбивается.
После похорон Ирины Ветров не может оставаться в Московском цирке. Он просит у инспектора направление в самый далёкий цирк, где нужен клоун, и уезжает во Владивосток. К поезду проводить его приходит Тая, однако Ветров прощается с ней навсегда.

## Отзывы
Сам Драгунский (в письме в больницу к Михаилу Светлову) отзывался о своей повести так: «Я написал новую повесть о клоуне, его сердце, боли и тревоге за мир. Эта боль проходит сквозь его сердце, о любви, о цирке, о красоте и гибели и о многом другом».
По словам Юрия Нагибина, после выхода повести «её тут же „покрыли“, немедленно, причём бездарно, грубо и тупо». Это была рецензия Феликса Светова, опубликованная в журнале «Новый мир» в конце 1964 года. В ней критик отметил непоследовательность в изображении главного героя, поступки которого («вроде бы непорядочность с женщиной и её ребенком, высокопарное обещание помочь Ирине, которая погибает на его глазах, а он не ударяет пальцем о палец») входят в противоречие с его «самыми возвышенными словами и мыслями, которые так громко декларируются». По мнению Ф. Светова, «беда повести — в попытке совместить несовместимое, рассказать о жизни, воспользовавшись взятой напрокат „литературной“ стилистикой, чужим дыханием». Именно в этом критик увидел «досадный просчёт автора, который не смогли, к сожалению, восполнить ни живая наблюдательность рассказчика, ни его искренняя любовь к своим героям». В ежегоднике «Художественная литература» отмечалось, что Светов, оценивший повесть отрицательно, «не всегда достаточно убедителен в своих критических замечаниях».

## Экранизации
В 1971 году актёр и режиссёр Владимир Андреев поставил по повести телеспектакль «Клоун», главные роли в котором исполнили Владимир Этуш (Анатолий Ветров), Софья Павлова (Тая), Наталья Селезнёва (Ирина). Сценарий телеспектакля, имеющий незначительные отличия от повести, написал сам Виктор Драгунский.
В 1980 году вышел двухсерийный фильм «Клоун» по повести, автором сценария стал сын писателя Денис Драгунский. В главной роли снялся клоун Анатолий Марчевский.

## Постановки
По воспоминаниям режиссёра Бориса Голубовского, после публикации повести театры «бросились» на неё «как коршуны»: «Юрский хотел играть клоуна Ветрова в БДТ в Ленинграде, Женя Евстигнеев — в Москве, в „Современнике“. И не получилось что-то, не была найдена тонкость перевода этой прозы на сцену, на сценический язык».